# Акино де Рамос, Мельхора
Мельхора Акино де Рамос или Tandang Sora (исп. Melchora Aquino de Ramos; 6 января 1812, Балинтавак (теперь часть Кесон-Сити) — 2 марта 1919, Калоокан) — филиппинская революционерка. За вклад в историю Филиппин получила звание Великой женщины революции и стала национальным героем страны.

## Биография
Родилась в крестьянской семье. Образования не имела, научилась лишь читать и писать.
Мать 7-х детей. Один из её сыновей был членом тайной филиппинской патриотической организации Катипунан. Мельхора вступила в контакт с революционными силами и поддержала их идеи, когда в 1896 году в её провинции разразилось восстание, она решила активно поддерживать повстанцев.
Участвовала в создании небольшого лагеря, который вскоре стал убежищем для больных и раненых революционеров. Оказывала раненым медицинскую помощь, кормила их и оказывала моральную поддержку борцам филиппинской революции своими материнскими советами и молитвами. Секретные встречи членов Катипунана проводились в её доме. Вскоре она заслужила звание матери Катипунана.
Узнав о её деятельности испанские власти арестовали Мельхору и в апреле 1896 года, обвинив в поддержке деятельности Катипунана, несмотря на её преклонный возраст (84 года), бросили в тюрьму в Маниле. В заключении подвергалась допросам, но, несмотря на ни на что, она отстаивала свои убеждения и не отрицала своего участия в революции и поддержку Катипунана. Попыталась бежать, но была схвачена охранниками и доставлена для дальнейших допросов. Через некоторое время она была выслана испанскими властями на Марианские острова.
В 1898 году по Парижскому договору США получили контроль над Филиппинами, и в 1903 году Акино вернулась на родину. Умерла 2 марта 1919 года в доме своей дочери в Калоокане в возрасте 107 лет.
Похоронена на кладбище Himlayang Pilipino в Кесон-Сити.

## Память

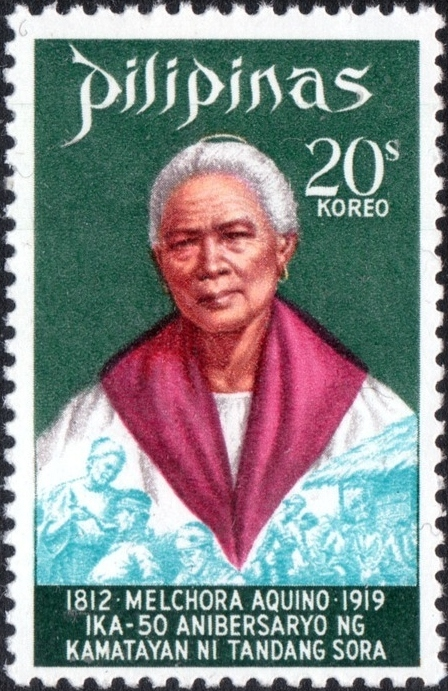
Мельхора Акино де Рамос на почтовой марке Филиппин. 1969 г.

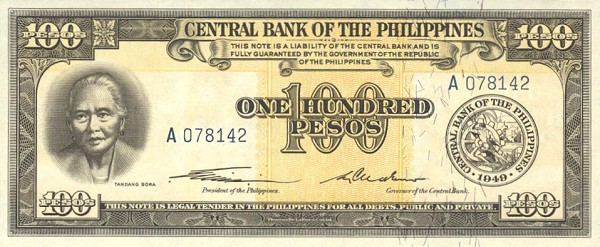
Мельхора Акино де Рамос на филиппинской банкноте 1949 года

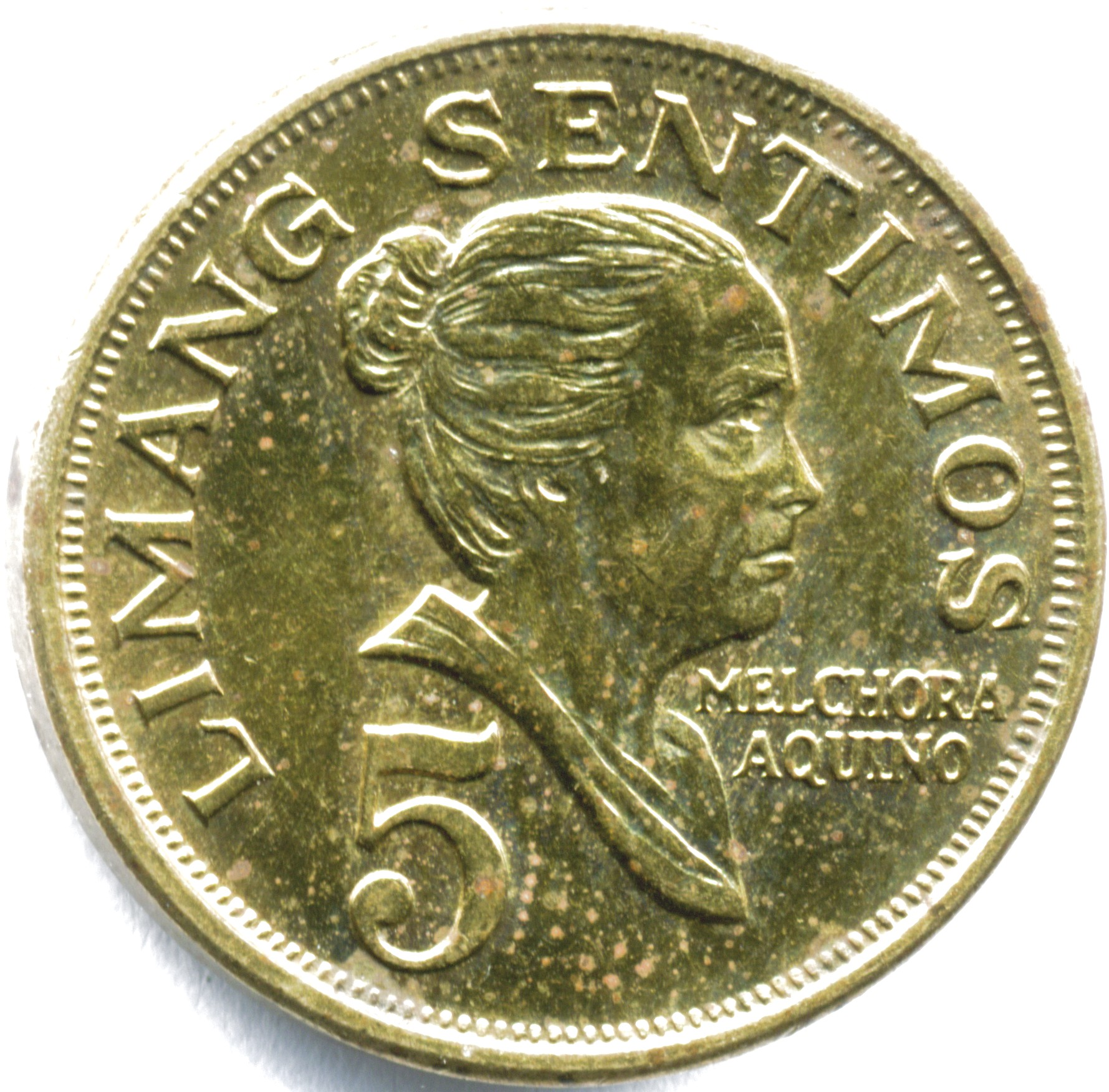
Мельхора Акино де Рамос на филиппинской монете в пять сентаво

- Признана национальным героем Филиппин.
- В знак признания заслуг Мельхоры Акино де Рамос в её честь названы район и улица Кесон-Сити.
- Имя Мельхоры носит улица в Сан-Франциско (штат Калифорния, США)
- Изображение Мельхоры Акино де Рамос помещено на филиппинскую банкноту 100 песо 1949 г. Она была первой филиппинкой, которая появилась на банкноте Филиппин. Кроме того, её профиль изображен на монете в пять сентаво, которая действовала с 1967 по 1992 год.
- В 1969 году почта страны выпустила марку с её изображением.